# Ana de Hollanda
Ana de Hollanda (de son nom complet Ana Maria Buarque de Hollanda), née le 12 août 1948 à São Paulo, est une compositrice et chanteuse et une personnalité politique brésilienne.

## Biographie

### Vie privée
Fille de l'historien Sergio Buarque de Hollanda, Ana de Hollanda est la sœur du musicien Chico Buarque.

### Carrière politique
Elle est directrice adjointe du musée de l’image et du son de Rio de Janeiro lorsque le 20 décembre 2010, la présidente élue du Brésil Dilma Rousseff la nomme ministre de la Culture au Brésil, portefeuille qu'elle prend lors de l'entrée en fonction de la nouvelle présidente et de son gouvernement, le 1er janvier 2011.
En tant que ministre de la Culture, elle retirera les licences Creative Commons qui avaient été mises en place depuis sept ans sur le site du ministère de la Culture du Brésil. 
Le Brésil a déjà eu avant elle un musicien au poste de ministre de la Culture, Gilberto Gil, nommé par le président Lula en 2003. En 2008, il est remplacé par Juca Ferreira, auquel Ana de Hollanda succède.
Le 13 septembre 2012, elle est remplacée à la tête de son ministère par Marta Suplicy, ancienne maire de São Paulo.